# Манастир Лешок
Манастир Лешок или Лешак је православни средњовековни манастир у близини села Лешок, поред Тетова. "Лешак" је српска, првобитна варијанта тог имена села и манастира.
Манастир се налази поред македонског села Лешок, на падинама Шар-планине, на надморској висини од 610 м. Унутар манастирског комплекса налазе се на извесној удаљености локалитети два храма: први - посвећен Успењу Пресвете Богородице, и други посвећен светом Атанасију Александријском. 
Према запису на старој манастирској каменој чесми, произилазило је да је опустели манастир ("доњи" - погрешно називан Св. Атанасија) са Богородичином црквом, обновио српски кнез Лазар Хребељановић (1329—1389) у своје време, подарио му велика имања и саградио тај источник (чесму). 
Игуман манастира Кирил Пејчиновић је у вези са тим, пре 1845. године написао књигу посвећену ктитору кнезу Лазару, која је међутим остала у рукопису. У том рукопису се иначе и помињу обе цркве истог манастира, али то није било познато црквеним властима. Манастир се 1899. године налазио под бугарски Егзархатом, јер су га "бугараши" силом преотели 1880. године. Они су узалуд брисали спомене српских ктитора, јер је кључни доказ остао баш у храму, и то на Св. Проскомидији. Бугарски егзархисти су 1898. након свирепог убиства игумана Србина хаџи Језекиља, првобитни ктиторски запис на чесми као "српски траг" - уништили, и нови са савременим неадекватним текстом поставили. Коначно је са уличне стране манастирског конака, игуман Сава Митровић 1923. обновио успомену на градитеља, и саградио нову (са натписом) "Чесма кнеза Лазара", уместо претходне, која се налазила у порти. Уследило је затим 1927. године зидање нове, треће садашње манастирске цркве Лазарице, посвећене косовском великомученику - освећена је 21. септембра 1936. Постојала су два извора киселе воде у манастиру.

## Историја
Историјски гледано заиста постоје два дела српског православног манастира Лешак: горњи (старији) и доњи (млађи). Оба се налазе на манастирском земљишту. Доњи манастир је из незнања, дуго погрешно називан по Св. Атанасију, мада је имао црквицу посвећену Пресветој Богородици.
Горњи манастир је старији средњовековни, положен ниже једне од кула старог разореног града Лешка, познатог у народу под именом Леђенград. Тај град Лешак у Доњем Пологу, је заузео 1180. године Стефан Немања српски владар. Мада се понешто знало о постојању тог старог манастира, о њему није било поузданих података до 1927. Те године је монах манастира Лешак Теодорит Кирски (Рус) открио рушевине порушене цркве, посвећене Св. Атанасију Александријском. Било је то повише данашњег манастира, изнад самог пута Лешок - Брезно. Побожни становници суседног села Брезно, су одувек показивали пијетет према једној зидини на том месту, за коју се по предању веровало да је манастириште. По рашчишћавању рушевина откривени су заиста темељи невелике троделне камене црквице (основне дужине 8 и ширине преко 3 метра - без избочина наоса), и уз њу делови мермерног иконостаса са једном оштећеном фреском, архијерејски трон такође од мермера, те остаци басамака (степеника) који су лево водили навише ка хору, а са десне стране отвор као улаз у крипту, са костима преминулих епископа. Најинтересантнији је био налаз очуваног мермерног жућкастог саркофага (са поклопцем), који је био не померен уз јужни зид. На финој површини предње плоче, сачувао се уклесани натпис који сведочи да је ту гроб ктиторов. Горе, на поклопцу, уз ивицу примећен је очуван натпис мајсторски урађен лепим, ситним а читким рукописом. Из садржаја тог натписа могло се сазнати много тога. Ктитор тог храма био је јеромонах Антоније, који је почео градити цркву испод града, на месту које је заравнио, у време српског краљ Милутин (1253—1321). Сматра се да је то било пре 1321. године. Манастир је под његовим настојатељством дочекао и сазивање великог српског сабора у Скопљу, где је [1346] године пред бугарским патријархом и српским архиепископом Јоаникијем, донето више важних одлука. Српски краљ [Стефан Душан] (1308—1355) је крунисан за првог цара, како се ту каже - "Српској земљи, и Грчкој и Приморској". Даље, архиепископ Јоаникије је постао први српски патријарх, а заслужни ктитор манастира Лешак, монах Антоније - први епископ Полошки, чија је дијецеза тада установљена, али под новим именом - Јоаникије. Манастир са свим околним зградама је трајао до турских пустошења. Када је дефинитивно опустошен и разрушен, остао је скривен под земљом неколико векова. Монах Теодорит је 1927. године поред откривених рушевина, саградио малу чуварску кућицу, у којој је боравио као пустињак, и чувао драгоцене остатке, до своје смрти 1939. године.
Доњи, данашњи манастир Лешак се налази ниже, на садашњем месту и изграђен је у немирна време које су обележили сукоби са Турцима. Ктитор те друге цркве био је по предању српски кнез Лазар, у своје време - негде око 1380. године. Испред конака, у правцу "горњег" запустелог манастира, стајала је мала црквица посвећена Пресветој Богородици, тачније њеном Успењу (упокојењу). За оживљавање манастира био је заслужан митрополит српски Никифор, родом из оближњег села Лешка. Наводи се у натпису у цркви (записано 1851.!) да је он - "кир Никофор владика Скопљу и Пологу" (владика Тетовски) ту довео монахе, који су из рушевина обновили Богородичину цркву са пратећим зградама. Манастир су из темеља изградили 1641. године како се потписују - "мајстори Грчки". Када је и тај манастир страдао ратне 1690. године, требало је да прође време, док се није појавио јеромонах Ћирил Пејчиновић, рођен у суседном месту Теарце. Дотадашњи игуман Марковог манастира код Скопља, Ћирил измолио је од опасног Абдул-рахман - паше, одметнутог од турског царског поретка, да му 1817. дозволи обнову манастира. Паша је зачудо не само то дозволио, него је манастир и поклонима даривао и улепшавао, а због дате "бесе" и штитио од других зликоваца из околине. Игуману је помогао својим утицајем и неки Михајло заробљеник из Србије, становник Тетова, који је био у сродничким везама са тамошњим Реџеп - пашом. Манастир је изграђен 1818. а на старим темељима је по други пут обновљена црквица Св. Богородице. 
Садашња, трећа, много већа црква са три куполе посвећена Св. цару Лазару или Лазарица, грађена је између 1927—1936. године. Све недоумице у вези манастира биле су разрешене открићем остатака старе цркве 1927. године. Манастир и црква које је 1967. "преотела" непризната МПЦ, заједно са надгробним спомеником игумана Пејчиновића, страдали су последњи пут, за време грађанског сукоба у Македонији, од стране шиптарских побуњеника 2001. године.
Нова црква звана Лазарица има основу у облику тролиста (триконхоса),нартекс је дограђен накнадно.
У сачуваној, старој Богородичиној цркви (која је остала у порти, повише Лазарице) постоје три слоја фресака, из три различита периода. Најстарији доњи слој је из времена изградње цркве (14. век), средњи слој је из 17. века, а последњи највиши је из 1879. године. Овај слој фресака је рад сликара Михајла Ђурчинова и његове радионице из Галичника. Он је и аутор неколико икона на црквеном иконостасу.
За постанак савременог манастира Лешка најзначајнији је био Србин монах Пејчиновић. Године 1818. на место игумана долази предузимљиви Кирил Пејчиновић, који је на том месту остао до своје смрти 1845. Његовим другим доласком, са Свете горе, манастир са храмом Успења Богородице и његови конаци су темељно обновљени а зидови цркве наново осликани. Истовремено је отворена и библиотека, са школом. У то време манастир је постао значајни просветитељски и културни центар доњег Полога, и шире регије Старе Србије.
Бугарски егзархисти су 1897. године држали под својом управом манастир, преко бугарске црквене општине. Ту је био један игуман са шест калуђера који су признали Егзархију. У то време већ је подигнута нова троспратна модерна зграда са 30 соба, поред две старе манастирске зграде.
Године 1926. у манастир су пристигли руски монаси, њих 35 на броју, избегли из манастира Ваалама у Финској.
Српска школа је постојала при манастиру 1852—1876. године. Између 1868—1874. године радила је српска основна школа у манастиру "Љешку".
У доба Стефана Дечанског или цара Душана, пре 1340., призренски владика Георгије Маркуш решава спор сељана са манастиром Лешок. Текст одлуке је сачуван. Објавио га је Панта Срећковић у 2. књизи Историја стпског народа.

### Случај породице Стоимировић
У вези са лешочким манастиром је дирљив, готово невероватан догађај из августа 1937. године. Тада се у манастирском храму закалуђерио пожаревачки трговац Александар Стоимировић, и добио монашко име Арсеније. Након што је провео годину дана као искушеник у том манастиру, стао је постриженик пред царске двери са очима пуним суза. Одговорио је јеромонаху Тихону да жели "поснически живот", и на тај начин се одрекао света и својих ближњих. Не би то било ништа чудно, да Стоимировић није био успешан, богат трговац у Пожаревцу; срећно ожењен породични човек са супругом и више мале женске и мушке деце. Супружници Стоимировићи су се у најбољим годинама свога живота "Бога ради" одрекли свог лепог и удобног живота - прошлости и будућности, и најмилијих - своје деце, и сву своју имовину поделили црквама и манастирима. Дошли су у Стару Србију, у манастире 1936. године, и спремили се за тежак духовни живот који их је чекао. Била је то велика, тешко схватљива жртва и то у времену, када су многе хришћанске - цивилизацијске вредности биле доведене у питање. Александар се замонашио у Лешоку и са њим су остала малолетна мушка деца, а супруга се замонашила и остала у манастиру Св. Аранђела, код села Кучевишта, са женском децом. Деца су тако "изгубила" оба родитеља - који су се одрекли света, и остали без породичног дома и животног ослонца. Старији син Боривоје се спремао за прелазак на Битољску богословију, а млађи син Миодраг ступиће у тамошњу основну школу.
Тридесетих година 20. века у манастир је дошао из Прохора Пчињског, Рус избеглица иначе шведски племић по пореклу, Иван Оерн. Иван је као административни стручњак ту премештен, да би унапредио манастирску економију. Убрзо је упознао удовицу Фоњу Богдановић, са којом се оженио и напустио манастир. Авантуриста се тако скрасио на њеном имању у селу Лешку, и радио у властитој воденици. Лешочки надалеко познати сеоски воденичар, био је племенитог рода - шведски кнез, човек широког образовања и културе, зналац неколико страних језика. Пред рат је у граду Тетову, деловало српско Певачко друштво "Ћирил Пејчиновић".
Одлуком митрополита скопског г. Јосифа, манастир је 1939. претворен у женски. Прво сестринство је имало преко 30 калуђерица на челу с игуманијом Михаилом.
У манастирском дворишту налази се гроб игумана Кирила Пејчиновића (1770—1845). Оригинални мермерни споменик са крстом, на којима су била уклесана два позната записа, које је за живота покојник лично саставио, су у последњем погрому уништени.
Остаци горње цркве манастира Лешок, посвећене Св. Атанасији се још чувају као леп пример византијске архитектуре. Део мермерних стубова, делови црквеног иконостаса, данас се налазе у Градском музеју Тетово. Судбина драгоценог средњовековног саркофага првог манастирског ктитора српског монаха Антонија, нама није позната.

## Иван Јастребов о овом манастиру
Иван Јастребов је писао да се иза планине Шаре, у историји Вукана Немањића спомињу два Полога - Горњи и Доњи Полог. Полог је познат по томе што је Војислава, жена Скендербеговог оца, била родом одавде, од полошког књаза Voisava Pologi domini filia. Под та два Полога се подразумевају Тетово и Гостивар. Тетово се назива Доњи Полог до Дервена, а Гостивар Горњи до града Љајновићи. Међа им је речица Маздача која извире на Шари. Она тече између села Враничишта и Пожаране. И Тетово и Вардар леже у истој долини коју наводњава река Вардар. Јастребов сматра да ако је Гостивар и улазио у састав Полога Доњег, онда је то било заједно са Тетовом. Нико га није називао Горњим Пологом. Објашњава зашто се створило мишљење да се под Гостиваром мисли на Горњи Полог. Стефан Првовенчани је набрајајући пределе и области које је Немања освојио у рату с Грцима 1184—1185, између осталих, указао на град Скпл - и град Љешски у долњем Полозје. Указавши на место где се налази тај Љешки град, Јастребов одређује локацију Доњег Полога. На сат и по источно од Тетова, на југоисточној падини планине Шаре налази се манастир који је сачувао тај назив Лешак. Основао га је кнез Лазар по Гедеону Јуришићу. Запис из манастирског Поменика спомиње главу новога Лазара која је одсечена 15. јуна. Он беше србска лоза. Од детињства се познавало да ће се посветити. Саградио је многе манастире и цркве међу којима и тај, у месту Лешак изнад тврђаве (кале) Лешечке, посвећен Св. Атанасију. И други храм сазида, Успења Богородице. То је записао недостојни јеромонах Кирил из Тетова, из Доњега Полога из села Тјераце, недостојни игуман Лешечкаго монастира светог Атанасија изнад села Лешак који је био и на Хилендару и обнови тај манастир. Натпис уклесан на чесми насред манастирског дворишта је, по опису Јастребова, оваквог садржаја: Сија обитељ свети Атанасија первиј ктитор књаз Лазар, вториј Кирил јеромонах, третиј Серафим монах и содружинам јего авлијата - сараите и све шчо да је он соградил 1852. Оснивање манастира треба сместити у период када је Немања разрушио град Љешск и назван је по имену града јер је то име још било живо у сећању. Да је основан у време Лазара, тј. 2 столећа касније, манастир би добио име по свецу. Траг града Лешка који је Немања разорио сачувало се у имену овог манастира. Недалеко до њега треба тражити место бившег утврђеног града Љешка. Јуришић у Дечанском првенцу указује на остатке утврђења испод поменутог манастира. Друга могућа локација тог утврђења је изнад Тетова. Турци су те рушевине звали вакуф јер су ту и рушевине некада велике цркве коју су хришћани усрдно посећивали.